# Manufacture des cigarettes du Tchad

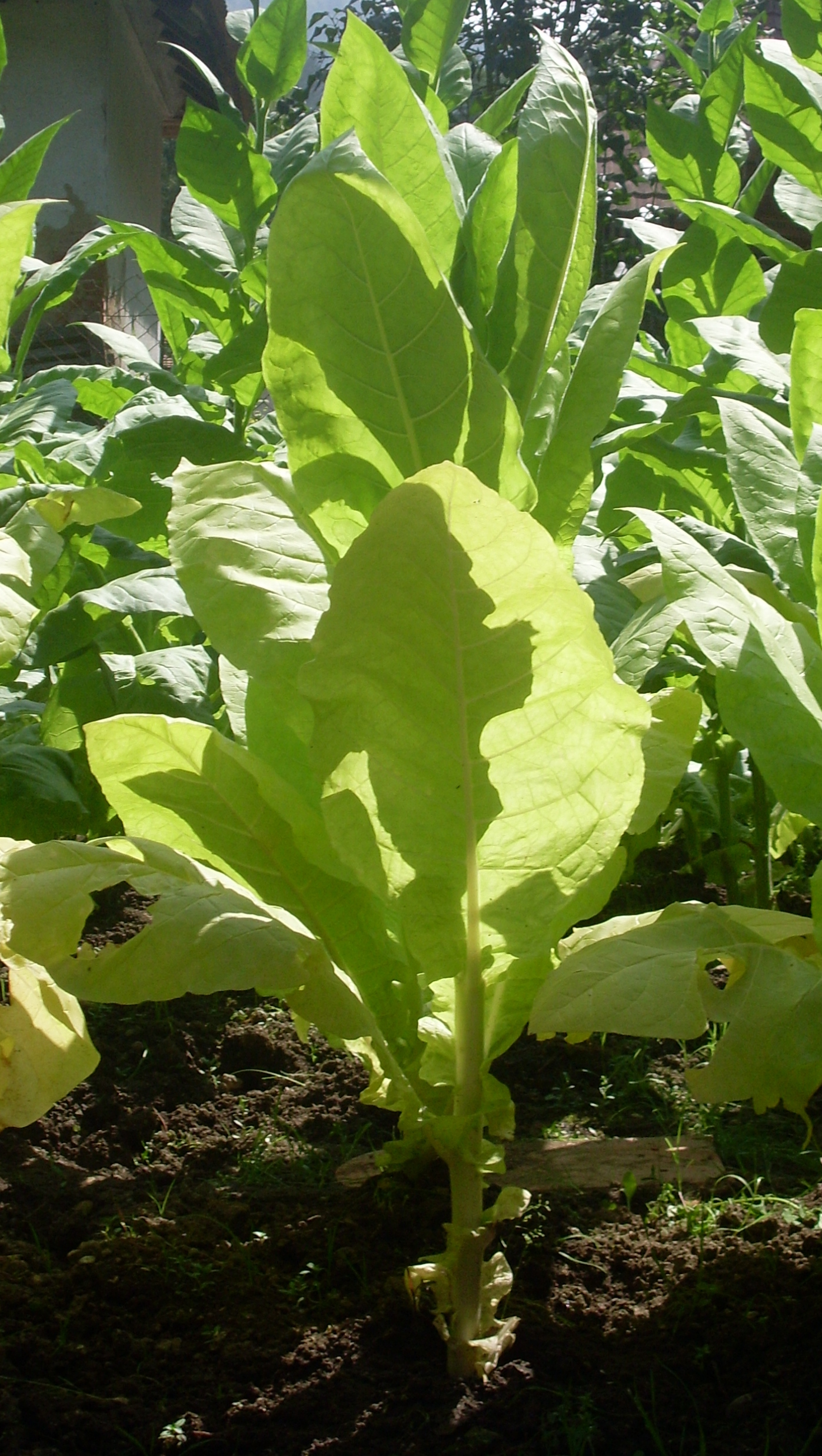
Plante de tabac adulte

La Manufacture de cigarettes du Tchad (MCT), filiale d'Imperial Brands créée le 9 mai 1968, est une entreprise de fabrication et de commercialisation de cigarettes. Le siège social de l'entreprise est basé à N'Djaména et son usine est à Moundou, dans le Sud du pays.

## Histoire
Dans le but de diversifier son économie, le gouvernement tchadien entreprend en 1963 un programme de développement de la culture du tabac. À cette époque, tout le tabac vendu au Tchad est importé (principalement depuis le Congo Brazzaville), la moitié du tabac consommé dans le pays est du tabac de pipe, et le Tchad affiche la plus faible consommation de tabac par habitant en Afrique du Centre (moyenne de 4 cigarettes annuelles par habitant contre 429 au Cameroun, et 3 821 aux États-Unis). La Manufacture de cigarettes du Tchad est créée le 9 mai 1968.
Depuis les années 1980, le groupe Bolloré contrôle le capital de la MCT.
En 1995, la MCT obtient le maintien des taxes sur les cigarettes produites dans la Communauté économique et monétaire de l'Afrique centrale (CEMAC).
Dans les années 2000, la MCT emploie 100 personnes dans son usine, et vend 60 millions de cigarettes par an, des marques Fine, Sprint, Excellence, Mustang, Boston. 60 tonnes de tabac sont alors importés chaque mois pour la production, en provenance du Cameroun et ayant transité par Dunkerque via les transports de la SOCOPAO. Les conflits entre la RCA et le Congo provoquent la destruction de plusieurs unités de production de la MCT.
En 2004, la MCT a produit 48,3 millions de paquets de cigarettes, contre 36,6 millions en 2003, une hausse de 32,1 %.
En 2010, à la suite du vote par le gouvernement d'une série de lois anti-tabac, la MCT retire toutes ses affiches publicitaires de la capitale.
En juin 2011, le prix du tabac double dans le pays à la suite d'une panne dans les installations de la MCT.
L'arrêté de 2015 obligeant les fabricants de cigarettes à apposer les nouveaux avertissements sur les paquets provoque une recrudescence d'importation de cigarettes de contrebande, et une chute de 40 % des revenus de la MCT.

## Activités
La Manufacture de cigarettes du Tchad produit et commercialise des cigarettes. La MCT est l'unique fabricant de cigarettes au Tchad.
La MCT ne paie que 10 % de droits d'accises alors qu'ils sont plafonnés à 25 % dans le pays. Le pays ne touche pas les 30 % de taxe douanière sur le tabac importé pour la production car celui-ci provient du Gabon, pays membre de la Communauté économique et monétaire de l'Afrique centrale (CEMAC).